# هنريتا ونايت
هنريتا ونايت (بالإنجليزية: Henrietta Knight)‏ هي مدربة خيول بريطانية، ولدت في 15 ديسمبر 1946.